# Дрифт

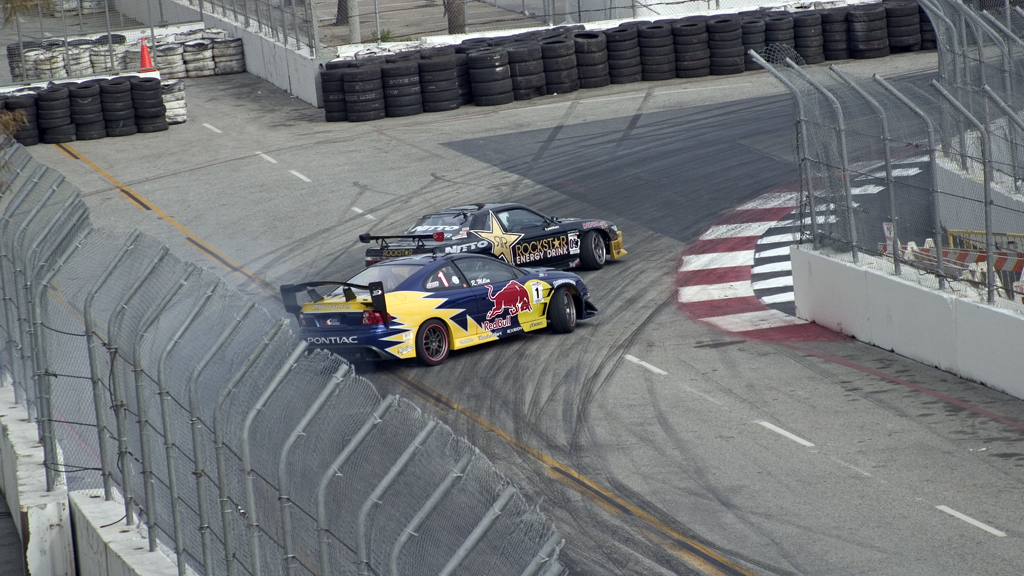

Дрифт (англ. Drift) — техника прохождения поворотов и вид автоспорта, 
характеризующийся использованием управляемого заноса на максимально возможных для удержания на трассе скорости и угла к траектории. Соревнования проводятся на сухом асфальте, трассах с большим количеством поворотов. Также вид автоспорта, основанный на зрелищности прохождения поворотов в заносе. Обычно используются автомобили с задним приводом. Возможны также переделки полноприводного автомобиля в заднеприводный.

## История возникновения дрифта

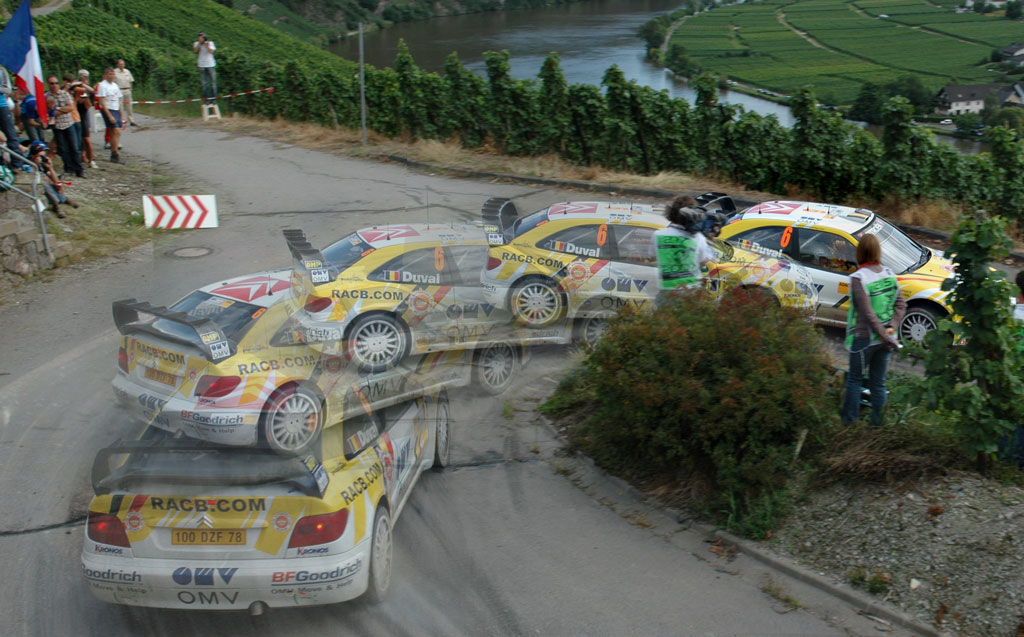
Использование заноса в ралли

Изначально дрифт как спорт появился в Японии. Так как дрифтинг начал развитие сразу в нескольких городах Японии, то точное место его рождения определить нельзя. В истории происхождения дрифта известны такие горные перевалы, как Ирохазака, Роккосан, Хаконе и все возможные холмистые дороги в Нагано.
Современный дрифт, как и большинство профессиональных гонок, во время своего зарождения проводился нелегально. Гонки проходили на извилистых загородных дорогах, которые назывались «Тогэ». Самых увлеченных энтузиастов называли «Роллинг зоку», они-то и состязались на Тогэ. Изначально занос не был обязательной частью Тогэ, но, в основном из видеозаписей ралли, гонщики поняли, что на узкой и извилистой дороге проходить повороты в управляемом скольжении быстрее всего. Гонки Тогэ делятся на две части: uphill и downhill. На таких узких трассах обгон почти невозможен, поэтому гонки представляют собой преследование, в которых цель лидера — к финишу увеличить первоначальное расстояние между машинами, а преследователя — уменьшить его. В местах, где ширина дороги позволяет выстроить в ряд на старте 2 машины, гонки проходят по классическим правилам. Усложненной версией Тогэ является «гонка со скотчем», где одна рука водителя привязана к рулю. Часть Роллинг зоку стали применять технические приемы вождения раллистов, приемы прохождения поворотов быстро и без потери инерции. С использованием раллийной техники прохождения поворотов водители на Тогэ начали замечать, что уровень владения машиной и время прохождения улучшились, при этом гонка стала напряженней. Именно на Тогэ зародился дрифт.
В США дрифт пришёл в 1996 году. Так как во многих штатах были запрещены доработки автомобилей, намеренная пробуксовка шин (англ. burnout) и уличные гонки, то соревнования проходили на закрытых трассах.

## Основные правила парного дрифта
Существует два типа заездов: одиночные и парные. Победитель обычно определяется в нескольких заездах. В одиночных заездах судьи начисляют гонщику определённое количество очков в зависимости от скорости, траектории, угла заноса и зрелищности заезда в целом. В парных заездах первый участник должен проехать оцениваемый участок в соответствии с заданием (чаще всего по максимально правильной траектории), задачей второго участника является как можно сильнее приблизиться к своему сопернику во время движения в заносе, делать синхронные перекладки. Для определения победителя совершается два заезда, во втором заезде правила те же, но противники меняются местами. Победителем является тот пилот, который проехал ближе и лучше, будучи «догоняющим». Также, если оба заезда были безупречными или количество ошибок обоих пилотов суммарно одинаковое, судьи могут назначить повторный заезд.

### Судейство
При оценке выступления гонщика учитывается несколько параметров:
- Траектория прохождения оцениваемого участка трассы — существуют специально обозначенные судьями точки (участки, траектория, зоны), проезжая рядом с которыми водитель может получить максимальное количество очков, или получить штрафные очки — совершая ошибки;
- Угол заноса при движении по оцениваемому участку — чем больше, тем выше оценка;
- Cкорость движения;
- Зрелищность и стиль (оценивается дополнительно).
- Звук двигателя

Если участники не смогли превзойти один другого, то проводится ряд дополнительных заездов так называемые "One More Time" , пока превосходство не будет очевидным. При этом, если зрители не согласны с вынесенным судьями решением, они могут его опротестовать возгласами и неодобрительным гулом.

### Соревнования
Профессиональные турниры проходят в США, России, странах Европы, Австралии и в Японии. Самой знаменитой серией соревнований по дрифту является японский гоночный турнир D1 Grand Prix.
В США ежегодно проводится гоночный турнир Formula Drift, в странах Европейского союза DriftMasters , в России Российская Дрифт Серия, в Японии D1 Grand Prix и Formula Drift. Также ежегодно проводится Интерконтинентальный кубок ФИА по дрифту среди всех стран.
Также в России очень популярны соревнования по зимнему дрифту, так как являются бюджетным аналогом летнего дрифта, в Поволжье самым крупным чемпионатом является Казанская серия UGOL Drift (Угол Дрифт), в Сибири Winter Drift Battle (Красноярск).

## Автомобиль для дрифта

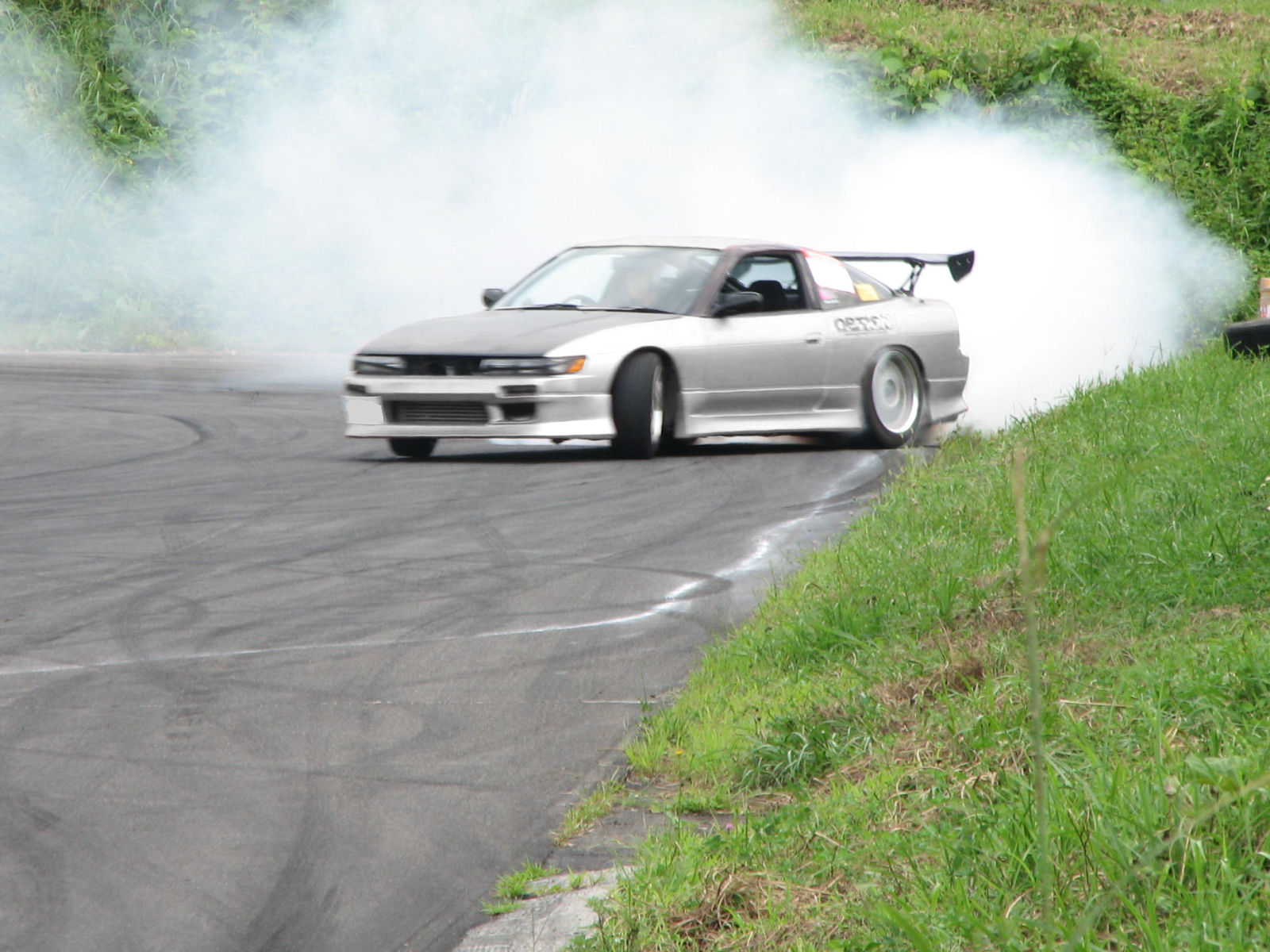
Nissan Sileighty (180SX с передком от Silvia S13)

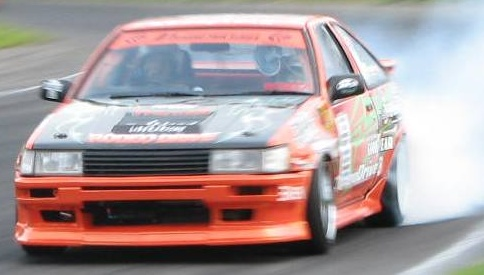
Toyota Corolla Levin AE86

В автомобиле для дрифта особое внимание уделяется равномерному распределению крутящего момента по оборотам. Автомобили облегчаются и подвергаются тюнингу, в частности форсируется двигатель, заваривается задний дифференциал или ставится блокировка LSD (limited slip differential). Классическими автомобилями для дрифта являются: BMW 3-й серии, Nissan 180SX, Nissan 240SX, Nissan Silvia, Nissan Skyline, Nissan Laurel, Nissan 350z, Nissan 370z, Mazda RX-7, Mazda RX-8, Toyota Supra, Toyota Altezza, Toyota Mark II, Toyota Chaser, Toyota AE86, Toyota GT86, Ford Mustang.
В основном предпочтение отдаётся автомобилям с приводом на задние колеса, но существуют примеры, когда машину под дрифт готовят изначально полноприводной (Subaru Impreza, Mitsubishi Lancer Evolution, Nissan GT-R), избавляя от системы привода передних колес .

### Элементы автомобиля для дрифта

#### Двигатель
Применяются как большеобъемные атмосферные двигатели, так и турбированные двигатели, настроенные таким образом, что крутящий момент распределен равномерно в зоне 3000 — 8000 оборотов. Нагрузки очень высоки, поэтому дополнительные доработки направлены не только на повышение мощности, но и на увеличение стойкости к нагрузкам и более высоким температурным режимам. Зачастую вместо доработки существующего мотора в дрифте применяется так называемый «свап» (swap) — замена двигателя на мощный и с большим потенциалом для дальнейшего улучшения.

#### Подвеска
Используются жёсткие укороченные пружины со спортивными стойками либо готовые наборы койловеров (амортизатор и пружина в едином узле, регулируемые по высоте и по жёсткости), более жёсткие стабилизаторы поперечной устойчивости. Развал передних колёс устанавливается сильно отрицательный (идеальным считается 2,8 градусов негативного развала), для более точного управления автомобилем в заносе. Развал и схождение задних колёс сводится к нулю. Очень нелишне будет усилить кузов распорками. Также, чтобы добиться большего угла в заносе, дорабатывают систему рулевого управления, увеличивая выворот колес. Важным элементом является расширение колёс, причём колея передних колёс должна быть равна колее задних колёс, либо немного больше. Угол Аккермана делают отрицательным и подбирают к определённым поворотам для более стабильного поведения автомобиля в заносе.

#### Шины

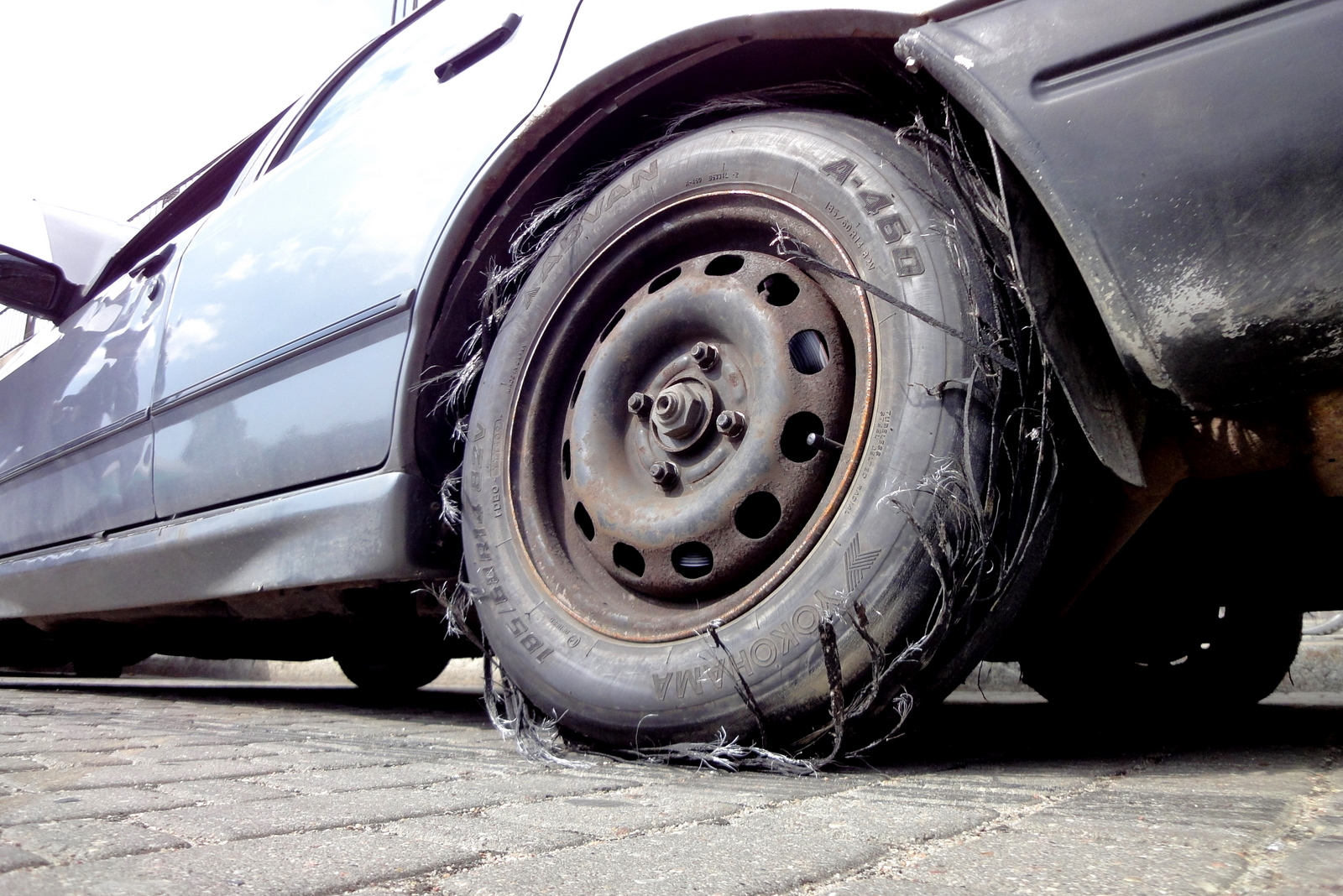
Повреждения шины

Считается, что на передней оси от шин требуется больший коэффициент сцепления, что зачастую обусловливает выбор пилотами спортивных шин с гладким протектором слик и полуслик. Задняя же ось с одной стороны должна скользить, а с другой также давать сцепление — и здесь выбор обусловлен мощностью автомобиля, предпочтениями пилота и/или способом использования. Например, автомобиль с мощностью 400 л. с. и выше требует большего сцепления, но на тренировках пилоты предпочитают использовать в целях экономии дешевые жесткие шины, которые будут плохо цепляться за асфальт, легко срываться в занос и долго стираться.
Кроме сцепления и износостойкости большую роль играет дым, исторгаемый из-под колес во время заноса. Количество дыма влияет на оценку пилота судьями. Машины с большой мощностью двигателя требуют шины с более прочной конструкцией, что приближает их к спортивным моделям.

### Основные приёмы в дрифте
1. Hand braking drift. Техника является наиболее простой и предпочтительной для обучения дрифту. Она позволяет исправить допущенные ошибки при недостаточной поворачиваемости колёс. Для вызова заноса нужно выжать педаль сцепления, сильным рывком ручного тормоза отправить заднюю ось в занос, после чего отпустить педаль сцепления. Важно при этом поддерживать обороты двигателя при выжатом сцеплении. Основная цель — научиться выбирать скорость и силу рывка ручного тормоза в зависимости от ситуации. Возможно использование серии корректирующих траекторию рывков.
2. Clutch kick. Резкое бросание сцепления. Благодаря быстрому выжиманию и бросанию педали сцепления при поддержании высоких оборотов двигателя, возникает кратковременный избыток мощности, который срывает заднюю ось в занос.
3. Yorin drift. Скольжение со срывом четырёх колёс. Торможение в повороте скольжением со сносом всех четырёх колёс, когда машина полностью срывается в середине поворота.
4. Kanteria/feint drift. Раскачка, или «xлыст». Занос, при помощи которого проходятся S-образные повороты. В данном случае занос в одну сторону является подготовкой для поворота в другую. Такая техника так же используется в ралли.
5. Braking drift. Во время выполнения этого приёма тормоз нажимается во время вхождения в поворот, затем выжимается сцепление и включается ручной тормоз одновременно (ручной тормоз нельзя держать больше секунды).
6. Dynamic drift. Динамический дрифт. Осуществляется путём резкого сброса газа на въезде в длинный поворот, корректировок рулём и своевременным поддержанием заноса короткими нажатиями на тормоз. В основном ориентирован на профессионалов ввиду высокой опасности такой техники.
7. Power over drift. Этот вид дрифта используется на машинах с высокой мощностью. Для входа в силовой занос нужно вывернуть руль в ту сторону, куда нужно направить машину, и нажать на газ до упора. Благодаря высокой мощности двигателя, задние колёса потеряют сцепление с дорогой. Чтобы выйти из поворота не повредив машину нужно отпустить газ, но не до конца, и повернуть руль в противоположную сторону.
8. Side braking drift. Боковое скольжение. Вариант дрифта, когда происходит срыв задних колёс и машина скользит почти боком
9. Chokudori. Обычно используется после проезда прямого участка дороги, чтобы снизить скорость и выполнить глубокий занос. Торможение посредством скольжения и выставления машины под нужным углом относительно дороги для наиболее выгодного прохождения самого поворота.
10. Manji. Выполняется на прямой дороге, когда водитель раскачивает машину от одной стороны дороги до другой. Обычно используется на показательных выступлениях по дрифтингу.
11. Backward. прием, когда происходит срыв задней оси в занос, и задняя часть автомобиля «обгоняет» переднюю, при этом достигается огромный угол заноса. Обычно backward’ы выполняются на очень большой скорости входа, в основном такую технику можно увидеть в D1GP. Часто это заканчивается разворотами и авариями.

В 1980-х несколько популярных японских автомобильных журналов и тюнинг-компаний решили снять фильм (Pluspy) о мастерстве дрифтинга Кэйити Цутия на горных серпантинах. Кэйити выполнял скольжения на автомобиле Toyota Sprinter Trueno AE86. Фильм стал очень популярным среди дрифтеров-любителей, а Кэйити Цутия получил прозвище «король дрифтинга».
Сильнейшими профессиональными дрифтерами мира на данный момент считается японец Масато Кавабата, который является победителем первого в истории Интерконтинентального кубка ФИА по дрифту, а также многократным победителем этапов D1 Grand Prix и ирландец Джеймс Дин, являющийся победителем FIA IDC и трёхкратным чемпионом американской серии Formula Drift.
Лучшими профессиональными дрифтерами России на сегодняшний день считаются красноярцы Аркадий Цареградцев и Георгий «Гоча» Чивчян. На первом в истории Интерконтинентальном кубке ФИА по дрифту Аркадий занял второе, а Георгий Чивчян пятое место, во втором розыгрыше турнира Цареградцев занял восьмое место, а Георгий Чивчян стал победителем. В третьем Кубке Георгий Чивчян снова занял первое место. Также они отметились неоднократными выступлениями в D1 Grand Prix.

## Дрифт в радиомодельном спорте

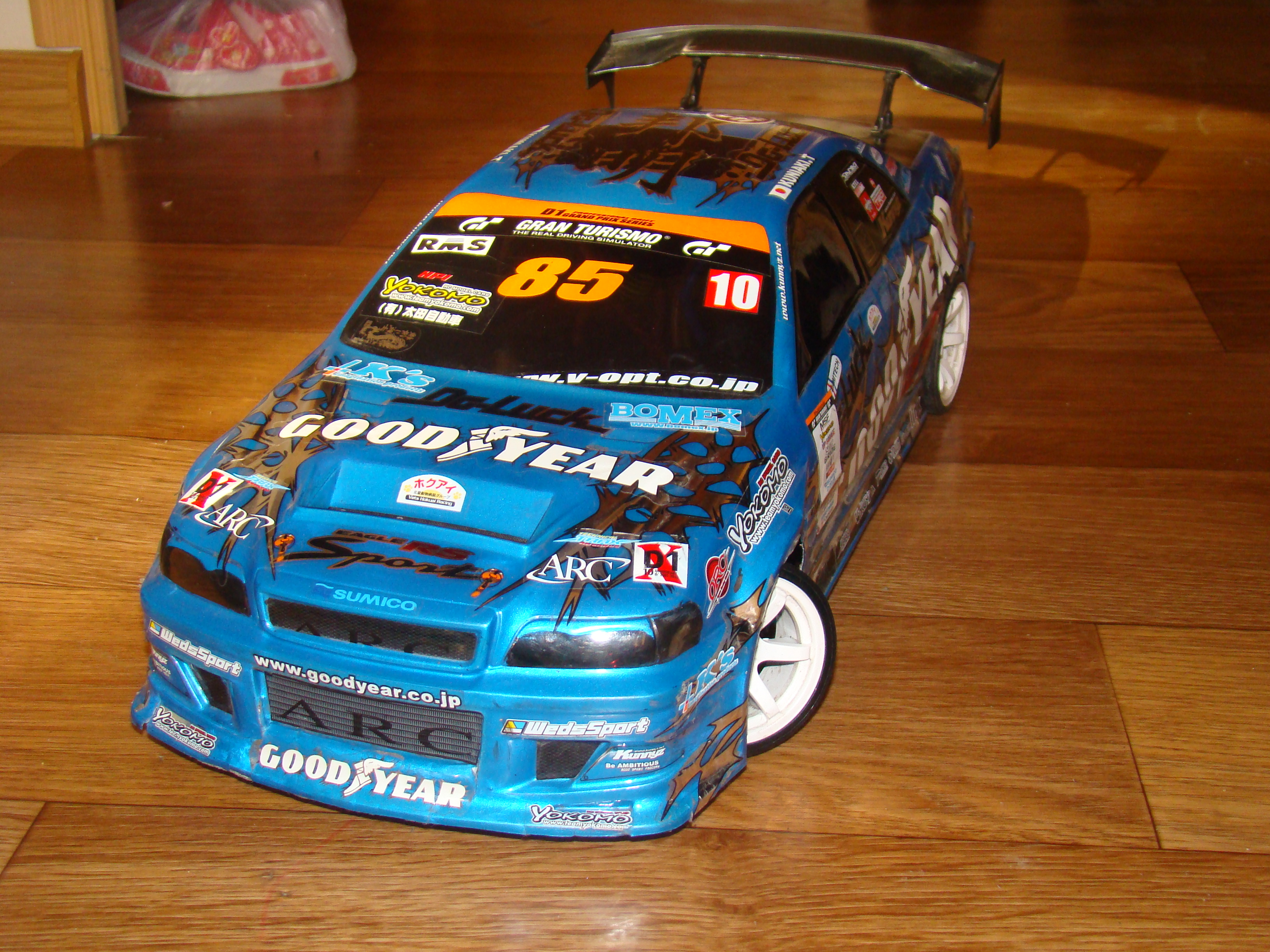

Дрифт в радиомоделях называется RC drift. Проводятся чемпионаты мира, континентов и стран. Кузова выполнены в соответствии с лицензиями автопроизводителей. Шасси спроектированные сугубо для дрифта отличаются по своей компоновке от стандартных шасси для кольцевых гонок.

## Дрифт в культуре
- Тройной форсаж: Токийский дрифт — фильм, полностью посвящённый культуре дрифта.
- Initial D — анимационный фильм, посвящённый теме нелегальных японских горных уличных гонок. В 2005 году вышел фильм, основанный на аниме, — Экстремальные гонки.
- Dricam!!  — онлайн манга, посвященная дрифту как виду автоспорта. Издавалась в онлайн журнале Shonen Jump+.
- Alivehoon — художественный фильм о профессиональном японском дрифте с участием профессиональных японских пилотов[6].

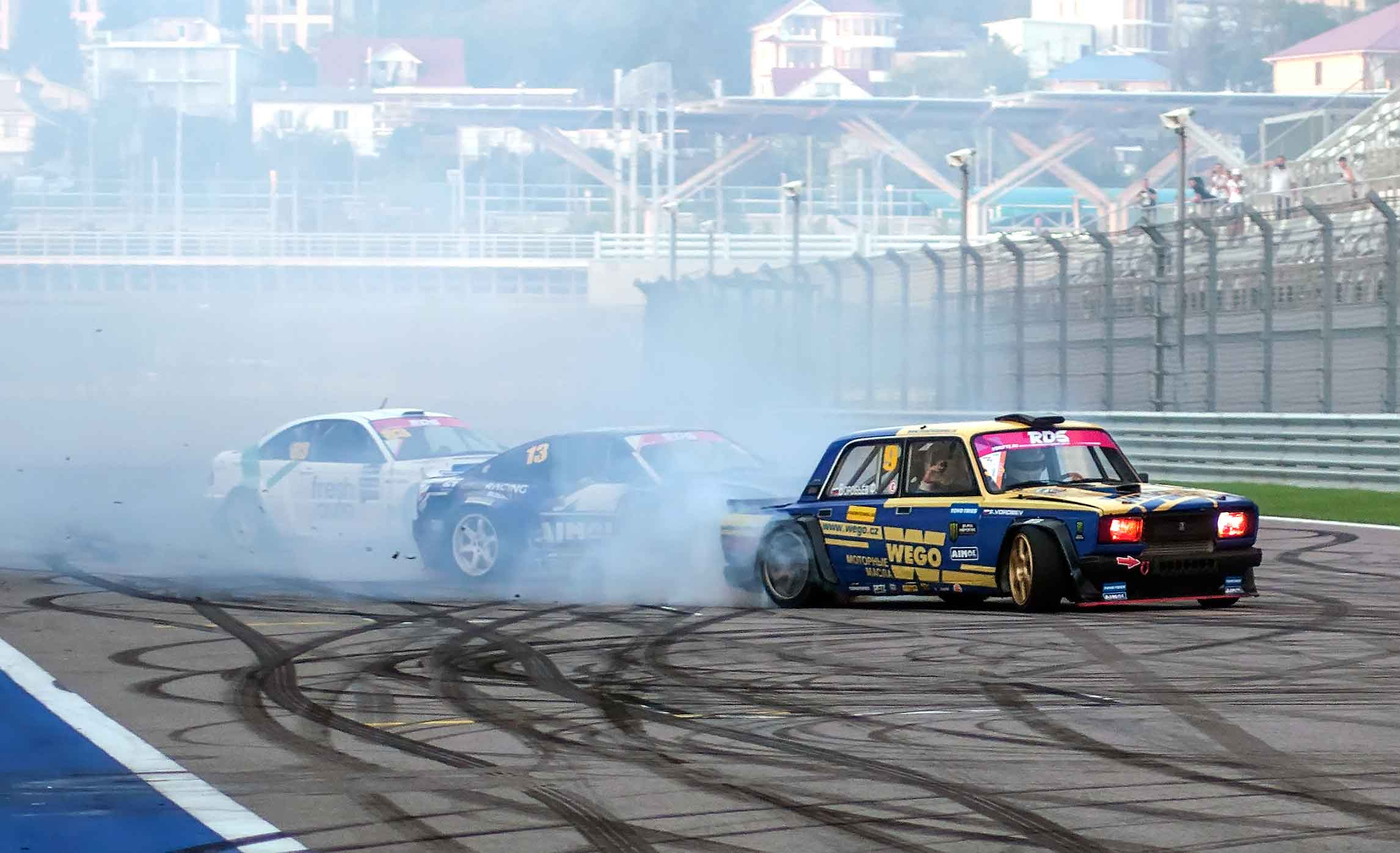

## Примечание
1. ↑  Алексей Кокорин. Дрифт: история длиной в полвека. kolesa.ru (1 марта 2015). Дата обращения: 10 декабря 2017. Архивировано 10 декабря 2017 года.
2. ↑  DMEC 2022 (брит. англ.). Drift Masters European Championship. Дата обращения: 27 декабря 2022. Архивировано 27 декабря 2022 года.
3. ↑  FORMULA DRIFT JAPAN ｜全世界を興奮させるドリフト競技 (яп.). Дата обращения: 27 декабря 2022. Архивировано 13 декабря 2022 года.
4. ↑  IDC — Kawabata wins the first FIA Intercontinental Drifting Cup | Federation Internationale de l’Automobile. Дата обращения: 10 декабря 2017. Архивировано 19 января 2019 года.
5. ↑  Цареградцев стал вторым на FIA Intercontinental Drifting Cup, Чивчян — пятый — Чемпионат. Дата обращения: 10 декабря 2017. Архивировано 10 декабря 2017 года.
6. ↑  Дмитрий Елизаров. Вышел трейлер фильма Alive Hoon о японских гуру дрифта. auto.ru (18 февраля 2022). Дата обращения: 14 января 2025.